# Mike Hughes
Mike Hughes (New Bern, 11 febbraio 1997) è un giocatore di football americano statunitense che milita nel ruolo di cornerback per gli Atlanta Falcons della National Football League (NFL).

## Carriera universitaria
Al college Hughes giocò a football alla North Carolina University (2015), al Garden City Community College (2016) e infine alla University of Central Florida nel 2017, quando fu inserito nella formazione ideale della American Athletic Conference, in una stagione in cui la squadra si mantenne imbattuta. A fine anno decise di passare tra i professionisti con una stagione di anticipo.

## Carriera professionistica

### Minnesota Vikings
Il 26 aprile 2018 Hughes fu scelto come 30º assoluto nel Draft NFL 2018 dai Minnesota Vikings. Nella gara del debutto professionistico mise a segno un intercetto Jimmy Garoppolo dei San Francisco 49ers ritornandolo in touchdown e contribuendo alla vittoria per 24-16. Nel sesto turno contro gli Arizona Cardinals si ruppe il legamento crociato anteriore chiudendo la sua annata da rookie.

### Kansas City Chiefs
Nel 2021 Hughes, assieme a una scelta del settimo giro del Draft 2022, fu scambiato con i Kansas City Chiefs per una scelta del sesto giro del Draft 2022. Nel 14º turno della stagione fu premiato come difensore della AFC della settimana dopo avere fatto registrare 9 tackle, 2 fumble forzati e uno recuperato ritornato per 23 yard in touchdown.

### Detroit Lions
Il 21 marzo 2022 Hughes firmò un contratto di un anno con i Detroit Lions.

### Atlanta Falcons
Il 20 marzo 2023 Hughes firmò un contratto biennale con gli Atlanta Falcons.

## Palmarès
- Difensore della AFC della settimana: 1

14ª del 2021